# 摂津艦
摂津艦（せっつかん、旧仮名：せつつ）は日本海軍の軍艦（砲艦）。艦名は摂津国から採られる。日本海軍での正式な艦名は「摂津艦」であるが、書籍などでは普通「摂津」」と表記される。1868年（慶応4年）に購入、1874年（明治7年）以降は主に練習船として使用された。

## 艦歴

### 摂津丸
元は汽船「コヤホッグ」で、三檣シップリッグ砲艦。アメリカで建造され、南北戦争の際には北軍で使用されていた。
慶応4年6月（1868年7月から8月）に外国人から購入、明治元年12月（1869年1月から2月）に「摂津丸」と命名された。
明治2年9月5日（1869年10月19日）より広島藩に管理させた。
明治3年7月(1870年8月頃)に普仏戦争が勃発し、中立を守るために太政官は同年7月28日(8月24日)に小艦隊3隊を編成し、「春日丸」「富士山」「摂津」の3隻は赤塚源六の指揮で兵庫港に派遣された。
明治4年3月7日(1871年4月26日)に兵庫港の警備は解かれた。
明治4年2月（1871年3月から4月）に広島藩から艦の返上の申し出があり、返還予定は7月8日とされたが、延期された。『帝国海軍機関史』によると同年4月に広島藩から返納された、また『海軍省報告書』によると4月28日（6月15日）に広島藩から返納された。

### 一番貯蓄船
明治4年9月18日（1871年10月31日）に「摂津丸」は「一番貯蓄船（いちばんちょちくせん）」と改称され、11月15日（12月26日）に等級は五等と定められた。12月24日（1872年2月2日）、造船局附属とされた。
明治5年7月（1872年8月頃）に機関が撤去された。
1873年（明治6年）2月2日、主船寮所轄から提督府所轄になったが、3月13日に主船寮所轄に戻された。9月7日、再度提督府所轄となった
1874年（明治7年）7月10日、修理完了後は浦賀に回航するよう令達された。

### 摂津艦
7月22日に名称を「摂津艦」に戻した。または7月27日付の令達で、7月18日に遡って「摂津艦」と改称し、練習艦に指定された。10月31日、等級は四等艦とされた。11月20日、修理に入った「富士山」に代わり、兵学寮の大砲練習艦とされた。
1875年（明治8年）5月30日より海軍省内堀に係留され練習艦として使用された。10月28日、日本周辺を東部と西部に分け、東部指揮官は中牟田倉之助少将、西部指揮官は伊東祐麿少将が任命され、「龍驤」「東」「鳳翔」「雲揚」「富士山」「摂津」「高雄丸」「大坂丸」は東部指揮官所轄となった。
1876年（明治9年）10月13日（または10月14日か、11月4日）、東海鎮守府所轄の「摂津」は横浜港での貯蓄船に指定された。
1877年（明治10年）12月から品海に碇泊。
1878年（明治11年）1月15日、「横須賀丸」に曳航されて横浜港に回航。6月17日、10馬力船に曳航されて横須賀港に回航され、以後は横須賀に碇泊した。10月28日、貯蓄船として使用中は艦位を廃止し、支給等は暫く予備艦と同様となった。11月8日、「横須賀丸」に曳航され横浜に回航され、12月10日に同じく横須賀に回航した。12月13日、海軍兵学校所轄の練習船に指定された。

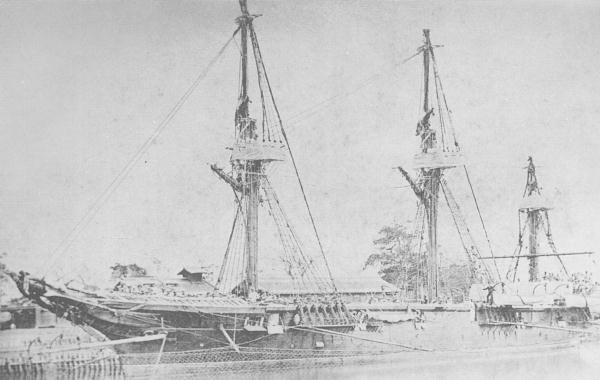
兵学校練習船時の摂津（明治10年代前半）。バウスプリットとトップマストが撤去されている。

1879年（明治12年）8月23日、横須賀から品川に回航され、12月13日に品川から海軍省内堀に回航された。
1880年（明治13年）1月20日、繋泊練習艦に定められた。
以降は海軍省の堀内に碇泊した。8月19日から12月6日まで横須賀造船所で修理を受けた。その後築地川崎造船所でも修理を行った。
1881年（明治14年）10月15日から、翌年7月3日まで築地海軍省内入堀で修理を受けた。

### 除籍
1886年（明治19年）2月17日に除籍され、雑役船となる。10月13日、兵学校授業船に充当され、引き続き兵学校で使用された。
1888年（明治21年）に兵学校が東京築地から広島県江田島に移転となり、同年9月20日、2,300円で売却の報告が横須賀鎮守府より出された。

## 艦長
※『日本海軍史』第9巻・第10巻の「将官履歴」及び『官報』に基づく。
- （指揮役）兼坂熊四郎：明治元年9月[48] - 明治2年1月[49]
- （艦長代）磯辺包義：明治2年（1869年）1月[49] - 同12月26日（1870年1月27日）[50][注釈 7]
- 相浦紀道大尉：明治4年7月27日（1871年9月11日）[51][注釈 8] - 9月15日（10月28日）[52]
- 生田頼之少佐：1874年10月4日[53] - 1875年1月17日[54]
- 浅羽辛勝少佐：1875年2月20日[55] -
- 原俊則大尉：1878年6月3日[56] -
- 山崎景則中佐：1882年10月16日 - 1883年12月15日[57]
- 吉島辰寧少佐：1883年12月15日 - 1885年4月23日[58]
- 伊月一郎少佐：1885年4月27日 - 6月22日
- 平山藤次郎少佐：1885年6月22日 - 8月25日
- 伊月一郎少佐：1885年8月25日 -